# High Times
High Times es una revista mensual estadounidense y una marca de cannabis con oficinas en Los Ángeles y Nueva York. Fundada en 1974 por Tom Forçade, la revista aboga por la legalización del cannabis y otras ideas contraculturales.

## Orígenes
La revista fue fundada en 1974 por Tom Forçade del Underground Press Syndicate. En un principio, High Times se financió con dinero proveniente de la venta ilícita de marihuana,  y originalmente fue pensada como una broma o sátira de Playboy, en la cual se sustituía el sexo por la marihuana. Sin embargo, la revista llegó a una amplia audiencia, logrando continuidad hasta el presente. En noviembre de 2009 celebró su 35.º aniversario. El estilo de los contenidos emula a Playboy; por ejemplo, cada contenido de High Times, en lugar de comenzar con una gran foto de una mujer desnuda, aparece una planta de cannabis. El editor fundador de la revista fue Ed Dwyer, quien anteriormente había escrito el texto del folleto del programa del festival de música de Woodstock, así como el folleto del programa de cine de Woodstock.
La revista pronto se convirtió en una publicación mensual con una circulación creciente, auditada por ABC que alcanzaba las 500.000 copias por número, rivalizando con Rolling Stone y National Lampoon. En 2014, su sitio web fue leído por entre 500.000 y 5 millones de usuarios mensuales. El personal creció rápidamente a 40 personas. Además de fotografías de alta calidad, High Times presentó periodismo de vanguardia que cubría una amplia gama de temas, incluida la política, el activismo, las drogas, el sexo, la música y el cine. Los intentos anteriores de Forçade de llegar a una amplia audiencia contracultural mediante la creación de una red de periódicos clandestinos (Underground Press Syndicate / Alternative Press Syndicate) habían fracasado, a pesar de que contaba con el apoyo de varios escritores, fotógrafos y artistas notables. Sin embargo, a través de High Times, Forçade pudo hacer llegar su mensaje a las masas sin depender de los principales medios de comunicación.
En enero de 2017, la revista anunció que se trasladaría a una oficina en Los Ángeles de forma permanente. Esto siguió a la legalización de la marihuana en varios estados de la costa oeste, incluida California. Posteriormente, en 2017, High Times fue adquirida por un grupo de inversores liderados por Oreva Capital.
High Times adquirió la empresa de medios de comunicación de cannabis Green Rush Daily Inc. el 5 de abril de 2018. El trato fue valorado en $ 6,9 millones. El fundador de Green Rush Daily, Scott McGovern, se unió a la revista como vicepresidente ejecutivo senior.

## Libros publicados
- The High Times Encyclopedia of Recreational Drugs. Stonehill Pub Co. 1978. ISBN 0-88373-082-0.
- Gaskin, Stephen (1998). Cannabis Spirituality: Including 13 Guidelines for Sanity and Safety. High Times Books/ editor Steven Hager. ISBN 0-9647858-6-2.
- Krassner, Paul; foreword by Harlan Ellison (1999). Pot Stories for the Soul. High Times Books/ editor: Steven Hager. ISBN 1-893010-02-3.
- Eudaley, Chris (2000). How to Be a Pot Star Like Me: What Every Marijuana Enthusiast Should Know. High Times Books. ISBN 1-893010-06-6.
- Krassner, Paul (2001). Psychedelic Trips for the Mind. High Times Books/ editor: Steven Hager. ISBN 1-893010-07-4.
- Hager, Steven (2002). Adventures in the Counterculture: From Hip Hop to High Times. High Times Books. ISBN 1-893010-14-7.
- Nocenti, Annie; Baldwin, Ruth, eds. (2004). The High Times Reader. New York: Nation Books. ISBN 1-56025-624-9.
- Bienenstock, David (2008). The Official High Times Pot Smoker's Handbook. High Times Books. ISBN 978-0-8118-6205-9.
- Lewin, Natasha (2010). The Official High Times Pot Smoker's Activity Book. Chronicle Books. ISBN 978-0-8118-6206-6.
- Danko, Danny (2011). The Official High Times Field Guide to Marijuana Strains. High Times Books. ISBN 978-1-893010-28-4.

## Lectura complementaria
- Abrahamian, Atossa Araxia (18 de noviembre de 2013). «Baking Bad: A Potted History of High Times». The Nation. Consultado el 4 de noviembre de 2013.
- Curley, Mallory (2010). A Cookie Mueller Encyclopedia. Randy Press.